# L Festival Internacional de Cinema Fantàstic de Catalunya
La L edició del Sitges Festival Internacional de Cinema de Catalunya (abans, Festival Internacional de Cinema Fantàstic de Sitges) es va organitzar del 5 al 15 d'octubre de 2017 dirigida per Àngel Sala. En commemorar-se el 50è aniversari del festival es van projectar un total de 255 pel·lícules i va gaudir de la presència de Frank Langella, Susan Sarandon i William Friedkin (Grans Premis Honorífics), Vince Vaughn, Udo Kier, Dario Argento i Robert Englund, entre d'altres.
El certamen fou inaugurat amb la projecció de The Shape of Water de Guillermo del Toro. Santiago Segura va rebre el Premi Màquina del Temps juntament amb Udo Kier. Fou clausurat amb la pel·lícula irlandesa The Lodgers de Brian O'Malley.
Sota patrocini tecnològic de Samsung, aquesta edició també va oferir el premi Samsung Sitges Cocoon, una secció de realitat virtual amb 27 pel·lícules, d'elles 17 a concurs, exhibides a l'espai Samsung VR Cinema, situat al centre cultural Miramar de Sitges, i que fou tot un èxit (18.000 persones).

## Pel·lícules projectades

### Secció oficial Fantàstic
- Jupiter's Moon de Kornél Mundruczó
- 78/52 d'Alexandre O. Philippe
- As Boas Maneiras de Marco Dutra i Juliana Rojas
- Sanpo suru shinryakusha de Kiyoshi Kurosawa
- Black Hollow Cage de Sadrac González Perellón
- The Ritual de Joe Barton
- Marlina Si Pembunuh dalam Empat Babak de Mouly Surya
- Revenge de Coralie Fargeat
- Thelma de Joachim Trier
- A Ghost Story de David Lowery
- Mugen no jūnin de Takashi Miike
- Brawl in Cell Block 99 de S. Craig Zahler
- Brimstone de Martin Koolhoven
- Bushwick de Jonathan Milott i Cary Murnion
- Dhogs d'Andrés Goteira
- El habitante de Guillermo Amoedo
- Errementari de Paul Urkijo
- Have a Nice Day de  Liu Jian
- The Villainess de Jung Byung-gil
- Laissez bronzer les cadavres d'Hélène Cattet i Bruno Forzani
- Mayhem de Joe Lynch
- Mom and Dad de Brian Taylor
- My Friend Dahmer de Marc Meyers
- The Osiris Child: Science Fiction Volume One de Shane Abbess
- Survival Family de Shinobu Yaguchi
- Sword Master de Derek Yee
- The Endless de Justin Benson i Aaron Moorhead
- The Killing of a Sacred Deer de Iorgos Lànthimos
- Tragedy Girls de Tyler MacIntyre
- The Maus de Yayo Herrero
- The Lodgers de Brian O'Malley
- Caniba de Lucien Castaing-Taylor i Véréna Paravel
- Els afamats de Robin Aubert
- Saliut 7 de Klim Xipenko

Fora de concurs
- La pell freda de Xavier Gens /
- Musa de Jaume Balagueró
- A Single Rider de Lee Joo-young
- Gloves Off de Steven Nesbit

### Sitges Clàssics
- Dràcula (1931) de Tod Browning
- L'exorcista (1972) de William Friedkin
- Terminator 2 (1991) de James Cameron
- Suspiria (1977) de Dario Argento
- El vampiro (1957) de Fernando Méndez
- Blacula (1972) de William Crain
- Dracula (1979) de John Badham

### Focus Asia
- The Mission de Johnnie To

## Jurat
El jurat oficial estava format per Gary Sherman, David J. Skal, Hattie Yu, Nick Antosca i Alberto Marini.

## Premis
Els premis d'aquesta edició foren:
| Categoria                                                      | Premiat                                                                            | Treball                                                                      |
| -------------------------------------------------------------- | ---------------------------------------------------------------------------------- | ---------------------------------------------------------------------------- |
| Premi al millor director Patrocinat per Gas Natural Fenosa     | Coralie Fargeat                                                                    | Revenge                                                                      |
| Premi a la millor pel·lícula                                   | Jupiter's Moon                                                                     | Kornél Mundruczó                                                             |
| Premi a la millor actriu Patrocinat per Autolica-Mercedes Benz | Marsha Timothy                                                                     | Marlina Si Pembunuh dalam Empat Babak                                        |
| Premi al millor actor                                          | Rafe Spall                                                                         | The Ritual                                                                   |
| Premi al millor guió                                           | Joachim Trier Eskil Vogt                                                           | Thelma                                                                       |
| Premi a la millor fotografia                                   | Andrew Droz Palermo                                                                | A Ghost Story                                                                |
| Premi als millors efectes especials                            | Ferenc Deák                                                                        | Jupiter's Moon                                                               |
| Premi Especial del Jurat                                       | Thelma                                                                             | Joachim Trier                                                                |
| Premi al millor Curtmetratge                                   | Caye Casas Albert Pintó                                                            | R.I.P                                                                        |
| Gran Premi del Públic Patrocinat per la Vanguardia             | Matar a Dios                                                                       | Caye Casas Albert Pintó                                                      |
| Premi Focus Àsia                                               | A Special Lady                                                                     | Lee An-gyu                                                                   |
| Premi Focus Àsia Menció especial                               | Marlina Si Pembunuh dalam Empat Babak                                              | Mouly Surya                                                                  |
| Premi Anima't Millor pel·lícula d'animació                     | Tehran Taboo                                                                       | Ali Soozandeh                                                                |
| Premi Anima't Millor curtmetratge d'animació                   | Hybrids                                                                            | Florian Brauch, Matthieu Pujol, Kim Tailhades, Yohan Thireau, Romain Thirion |
| Premi Noves Visions One                                        | Dave Made a Maze                                                                   | Bill Watterson                                                               |
| Premi Noves Visions One Menció Especial                        | Kuso                                                                               | Flying Lotus                                                                 |
| Premi Noves Visions Plus                                       | Dawson City: Frozen Time                                                           | Bill Morrison                                                                |
| Premi Noves Visions. Petit format                              | Hoissuru                                                                           | Armand Rovira                                                                |
| Premi Òrbita Fantàstic                                         | The Battleship Island                                                              | Ryoo Seung-wan                                                               |
| Premi Panorama Fantàstic                                       | Creep 2                                                                            | Patrick Brice                                                                |
| Premi Panorama Documenta                                       | 78/52                                                                              | Alexandre O. Philippe                                                        |
| Premi Discovery a la millor pel·lícula                         | Brigsby Bear                                                                       | Dave McCary                                                                  |
| Premi Carnet Jove a la millor pel·lícula                       | A Ghost Story                                                                      | David Lowery                                                                 |
| Premi Midnight X-Treme                                         | Anna and the Apocalypse                                                            | John McPhail                                                                 |
| Premi Méliès d'argent al millor llargmetratge                  | Thelma                                                                             | Joachim Trier                                                                |
| Premi Méliès d'argent al millor curtmetratge                   | Expire                                                                             | Magalí Magistry                                                              |
| Premi Blood Window                                             | Madraza                                                                            | Hernán Aguilar                                                               |
| Premi Blood Window Menció especial millor actriu               | Isabél Zuaa                                                                        | As Boas Maneiras                                                             |
| Premi Brigadoon al curtmetratge                                | Cuerno de hueso                                                                    | Adrián López                                                                 |
| Samsung Sitges Cocoon Millor pel·lícula en R.V.                | Knives                                                                             | Adam Cosco                                                                   |
| Samsung Sitges Cocoon Menció especial                          | Ray                                                                                | Rafael Pavón                                                                 |
| Samsung Sitges Cocoon Premi del Públic                         | Alteration                                                                         | Jérôme Blanquet                                                              |
| Premi SGAE Nova Autoria Millor curtmetratge                    | Pau Cruanyes i Gerard Vidal                                                        | Celebració                                                                   |
| Premi SGAE Nova Autoria Millor guió                            | Anna Agulló                                                                        | Una caja cerrada                                                             |
| Premi SGAE Nova Autoria Millor música original                 | Joan Masats                                                                        | Sesgo, Una historia de prejuicios y golosinas                                |
| Premi SGAE Nova Autoria Menció especial                        | Cristina Caamaño                                                                   | La fuga de los 45                                                            |
| Premi de la Crítica José Luis Guarner                          | As Boas Maneiras                                                                   | Marco Dutra i Juliana Rojas                                                  |
| Premi de la Crítica José Luis Guarner                          | The Killing of a Sacred Deer                                                       | Iorgos Lànthimos                                                             |
| Premi Ciutadà Kane a la direcció revelació                     | Coralie Fargeat                                                                    | Revenge                                                                      |
| Premi Nosferatu                                                | Tony Isbert                                                                        |                                                                              |
| Premi Maria honorífica                                         | Juan Mariné Bruguera Udo Kier Sergio Martino Fred Tsui Juan Martínez Denise O'Dell |                                                                              |
| Premi Bacardí Sitges al Espíritu Indomable                     | Leticia Dolera                                                                     |                                                                              |
| Gran Premi Honorífic                                           | Susan Sarandon William Friedkin Frank Langella                                     |                                                                              |
| Premi Màquina del Temps                                        | Santiago Segura Kornél Mundruczó                                                   |                                                                              |